# Анджей Тенчинський (теребовлянський староста)
Анджей Тенчинський гербу Топор (пол. Andrzej Tęczyński, пом. 1536) — польський аристократ, урядник та державний діяч, з походження шляхтич. Граф Священної Римської імперії з 1527 р.

## Біографія

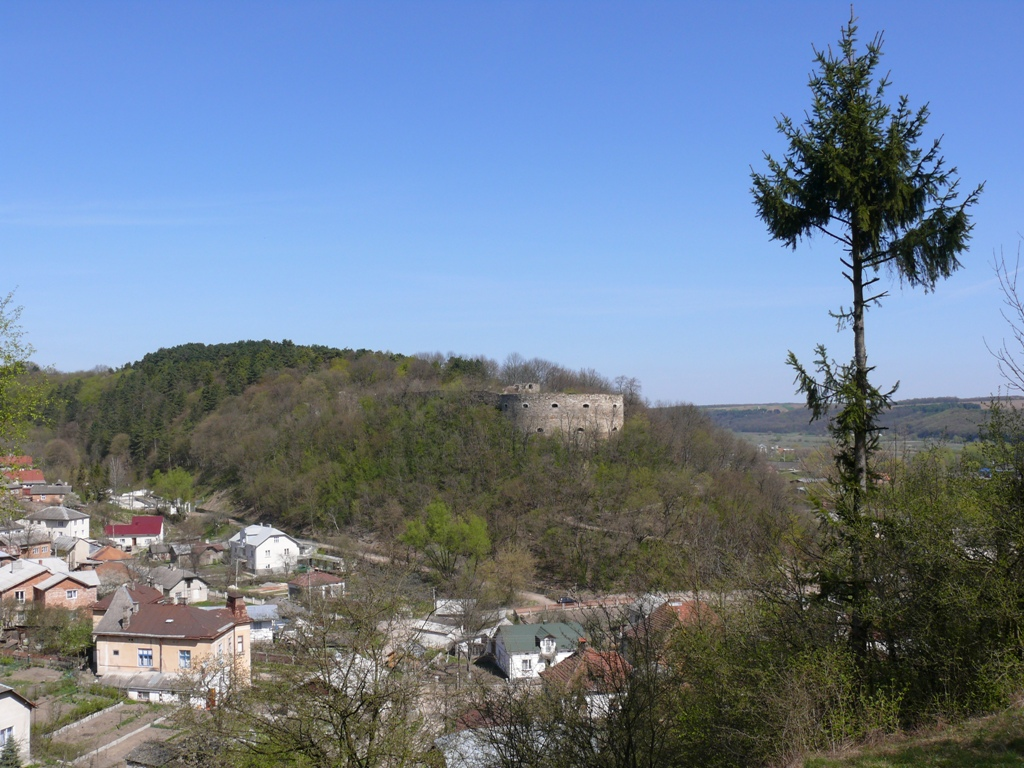
Теребовлянський замок

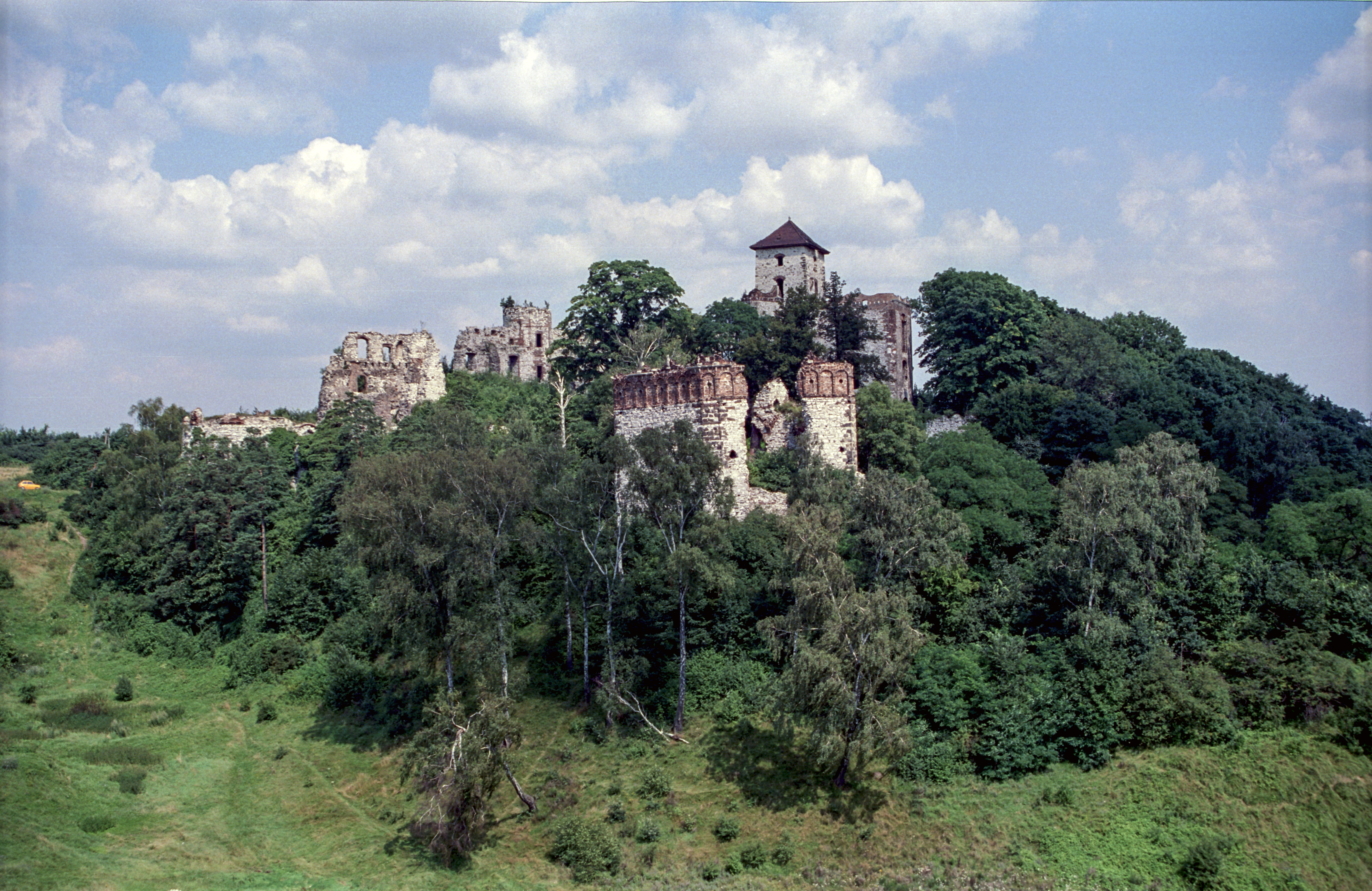
Замок Тенчин

Другий син львівського старости Збіґнєва Тенчинського (пол. Zbigniew Tęczyński) та його дружини Катажини з Плешева (пол. Katarzyna z Pleszewa). 
Як староста теребовлянський надав власні кошти для відбудови Теребовлянського замку (був відбудований за декілька місяців).
Був одружений з донькою королівського придворного, старости холмського Вікторина Сененського (Гологірського) (власника Монастириськ). Інформація про дітей поки відсутня.
Посади: придворний короля з 1503 року, королівський секретар, підкоморій сандомирський з 1510 р., каштелян бецький з 1511 р., референдар коронний з 1512 р., воєвода любельський (люблінський), підкоморій краківський з 1515 р., воєвода сандомирський з 1519 р., воєвода краківський з 1527 р., каштелян краківський з 1532 р. Староста белзький, холмський, сандомирський, теребовлянський, грубешівський, красноставський, сокальський, ратненський, тишовецький, ойцувський. У 1538 році зазнав поразки над Серетом.
У період 1525–1530 рр. при дворі Анджея Тенчиньського був секретарем польський письменник, поет-мораліст епохи Відродження, кальвініст Миколай Рей (тут зблизився з проповідниками ідей Реформації в оточенні гетьмана Миколая Сенявського).